# Trči Lola trči (1998.)
Trči Lola trči (njemački: Lola rennt, doslovce "Lola trči") je njemački triler kojega je 1998. napisao i režirao Tom Tykwer, a glumili su Franka Potente kao Lola i Moritz Bleibtreu kao Manni. 
Priča prati ženu koja u dvadeset minuta mora dobiti 100.000 njemačkih maraka, kako bi spasila život svoga dečka. Tri scenarija filma podsjećaju na film »Blind Chance« Krzysztofa Kieślowskoga iz 1981.; nakon Kieślowskijeve smrti, Tykwer je režisirao svoj planirani film »Nebo«. Film »Trči Lola trči« objavljen je na DVD-u 21. prosinca 1999. i na Blu-rayu 19. veljače 2008. godine.
»Trči Lola trči« prikazivao se na Venecijanskom filmskom festivalu, gdje se film natjecao za Zlatnoga lava. Nakon što je objavljen, film je dobio nekoliko priznanja, uključujući Grand Prix Belgijskoga društva filmskih kritićara, Nagrade publike na Sundance Film Festivalu, najbolji film na Seattle International Film Festivalu i sedam nagrada na Njemačkim filmskim nagradama. Također je izabran za njemačkoga predstavnika na 71. dodjeli Oscara, iako nije u konačnici bio nominiran.